# Peribatodes brunneata
Peribatodes brunneata là một loài bướm đêm trong họ Geometridae.